# Rhagoletis willinki
Rhagoletis willinki
 es una especie de insecto del género Rhagoletis, familia Tephritidae, orden Diptera. Aczel la describió en 1951.